# Ново-Шепелицький район
Ново-Шепе́лицький район — адміністративно-територіальна одиниця, утворена в 1923 році в складі Київської округи. Районний центр — село Новошепеличі.
До 1925 року мав назву Товстоліський район і мав центр у селі Товстий Ліс.

## Історія
На 1925 рік мав площу 801,9 км², населення 26 454 особи. 1926 року населення становило 27 085 осіб.
У районі було 25 сільських рад та 121 населений пункт — 27 сіл, решта здебільшого дрібні хутори.
3 лютого 1931 року район було ліквідовано шляхом приєднання до Чорнобильського району.
22 січня 1935 року Президією ВУЦВК видано постанову №12 «Про розукрупнення районів УРСР», згідно якої Новошепелицький район відновлено і увійшов до складу Київської області.
Станом на 1 вересня 1946 року в районі було 37 населених пунктів, які підпорядковувались 24 сільським радам. З них 30 сіл, 6 хуторів та 1 селище при залізничній станції.
До складу району входили такі сільради: Будянська, Буряківська, Велико-Корогодська (початково до Чорнобильського району), Вербівська, Глинківська, Городчанська, Денисовицька, Замошнянська, Зимовищенська, Іллінецька, Кошарівська, Красненська, Луб'янська, Машівська, Ново-Шепелицька, Річицька, Роз'їждженська, Семиходівська, Старошепелицька, Стечанська, Товстоліська, Усівська, Чапаєвська та Чистогалівська.
Район ліквідований 21 січня 1959 року, територія майже у повному складі відійшла до складу Чорнобильського району, за винятком Денисовицької та Луб'янської сільських рад, що відійшли до складу Поліського району.